# Ministère des Services à l'enfance et à la jeunesse
Le ministère des Services à l'enfance et à la jeunesse (Ministry of Children and Youth Services) est un ministère en Ontario. Le quartier général du ministère est situé dans l'édifice Macdonald, à Toronto. Le ministère fournit des services destinés aux enfants et aux familles.
Le ministère gère les prisons pour enfants de l'Ontario.
L'actuelle ministre des Services à l'enfance et à la jeunesse est Tracy MacCharles.

## Prisons pour enfants
Liste de prisons pour enfants en Ontario.
- Centre de jeunes Bluewater (Goderich)
- Centre de jeunes Brookside (Coubourg)
- Centre de jeunes Donald Doucet (Sault-Sainte-Marie)
- Centre de jeunes Cecil Facer (Grand Sudbury)
- Centre de jeunes Ge-Da-Gi Binez (Fort Frances)
- Centre de jeunes William E. Hay (Ottawa)
- Centre de jeunes Juge Ronald Lester (Thunder Bay)
- Centre de jeunes Roy McMurtry (Brampton)
- Centre de jeunes Sprucedale (Simcoe)